# Place de la Bastille
Pour les articles homonymes, voir Bastille.
La place de la Bastille est une place de Paris, lieu symbolique de la Révolution française, où l'ancienne forteresse de la Bastille fut détruite entre le 14 juillet 1789 et le 14 juillet 1790.

## Situation et accès

### Voies adjacentes à la place de la Bastille
Dans le sens des aiguilles d'une montre en commençant face à l'ange de la colonne :
- la rue Saint-Antoine, se prolongeant par la rue de Rivoli qui passe par l'Hôtel de Ville et le Châtelet et mène à la place de la Concorde ;
- la rue de la Bastille ;
- le boulevard Beaumarchais (menant à la place de la République) ;
- le boulevard Richard-Lenoir prolongé par le boulevard Jules-Ferry, puis le quai de Valmy, continuant le canal Saint-Martin qui mène jusqu'à Stalingrad ;
- la rue de la Roquette, passant par la place Léon-Blum (où se trouve la mairie du 11e arrondissement) et menant au cimetière du Père-Lachaise ;
- la rue du Faubourg-Saint-Antoine, menant à la place de la Nation ;
- la rue de Charenton, menant à la porte de Charenton via la mairie du 12e arrondissement ;
- le passage du Cheval-Blanc ;
- la rue de Lyon, menant à la gare de Lyon ;
- le boulevard de la Bastille et le boulevard Bourdon, longeant tous deux le port de l'Arsenal jusqu'à la Seine ;
- le boulevard Henri-IV.

### Transports en commun

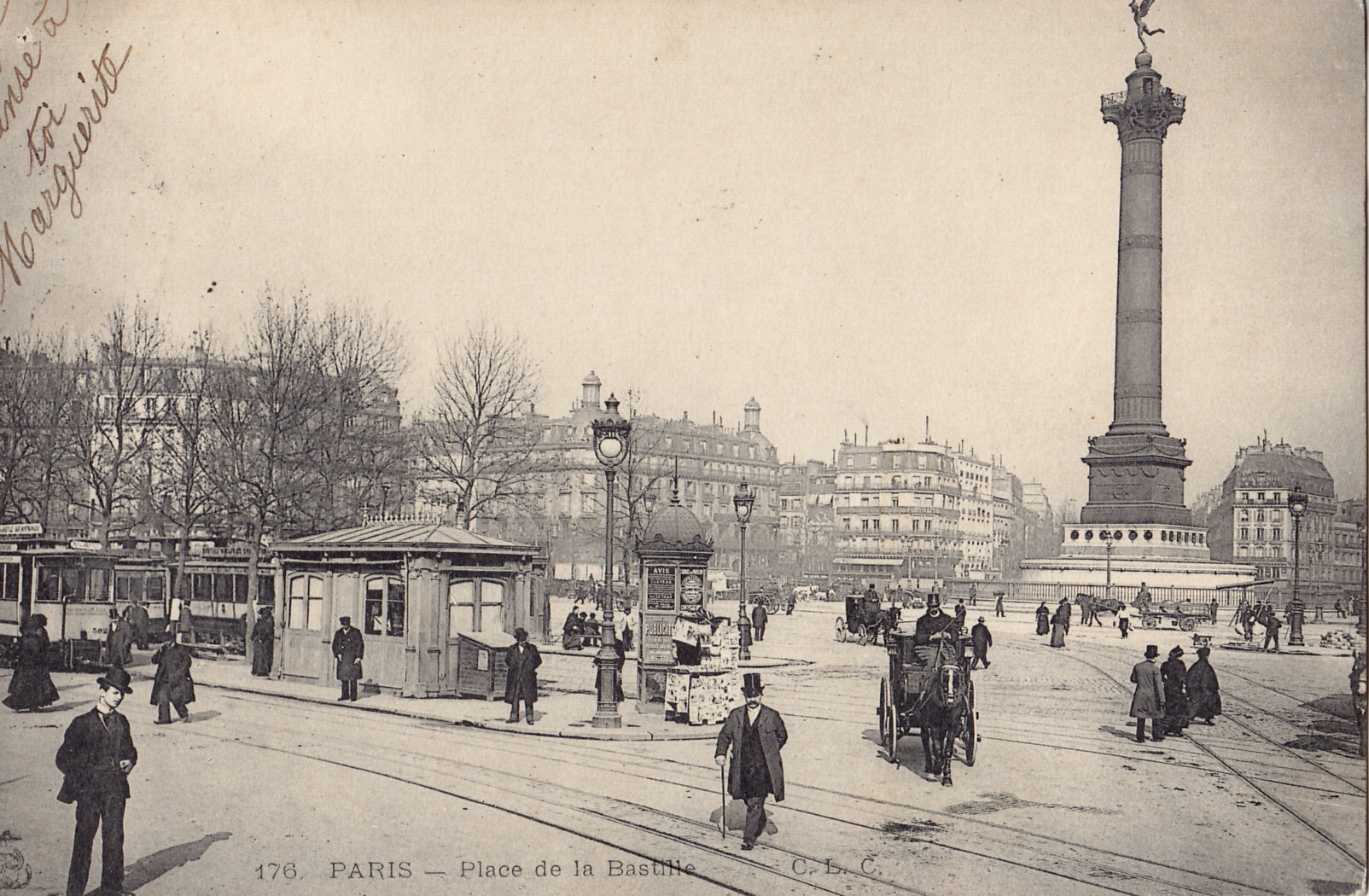
La Bastille, un pôle important des transports en commun parisiens depuis leur origine ; ici, les installations de la Compagnie générale des omnibus, vers 1900.

La place de la Bastille est desservie par :
- dix lignes de bus  RATP 29 69 76 86 87 91 Tootbus Paris ;
- une tête de station de taxis ;
- quatre lignes de Noctilien  N01 N02 N11 N16 ;
- trois lignes de métro    .

## Historique

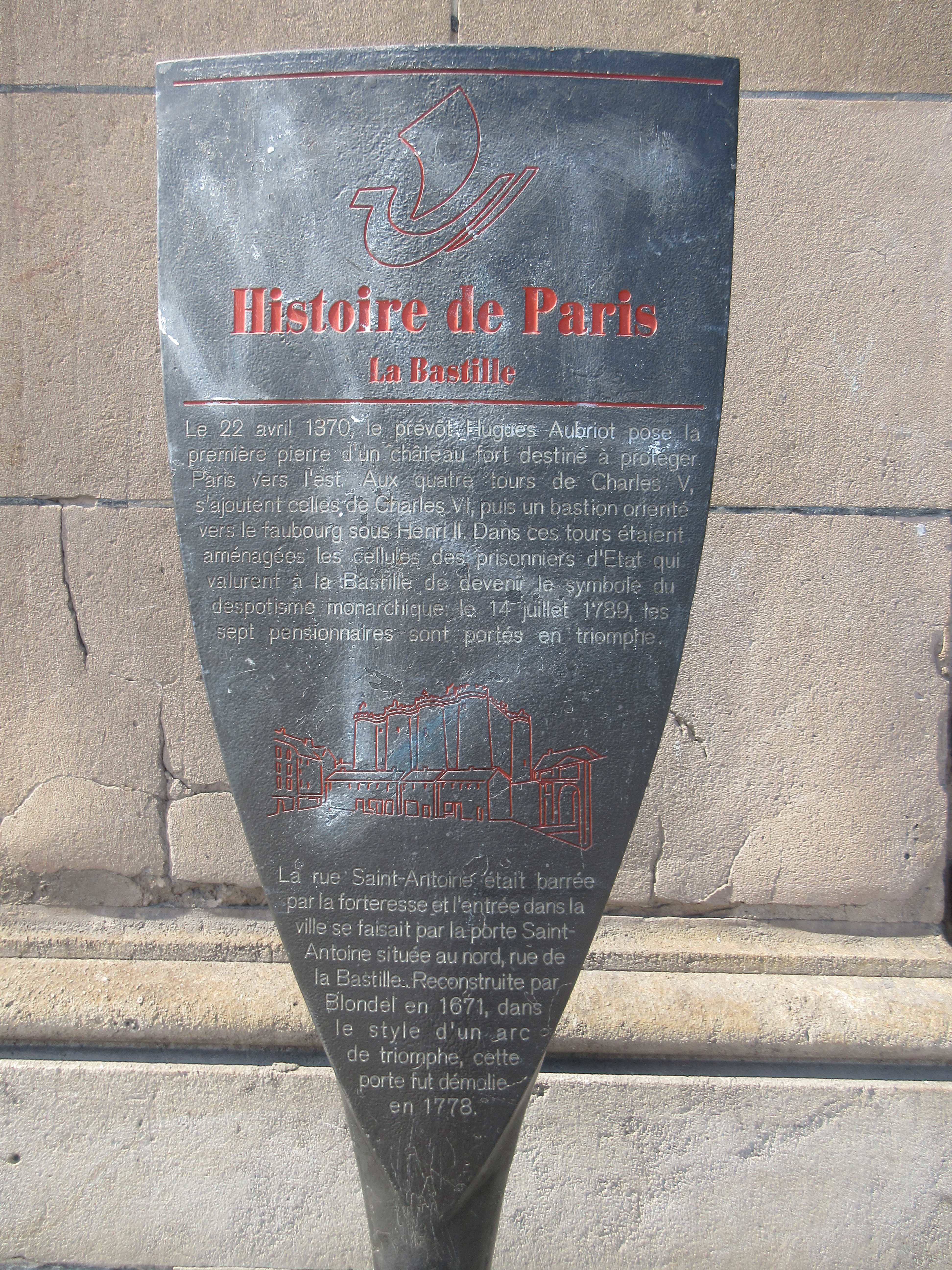
Panneau Histoire de Paris
« La Bastille »

### La Bastille

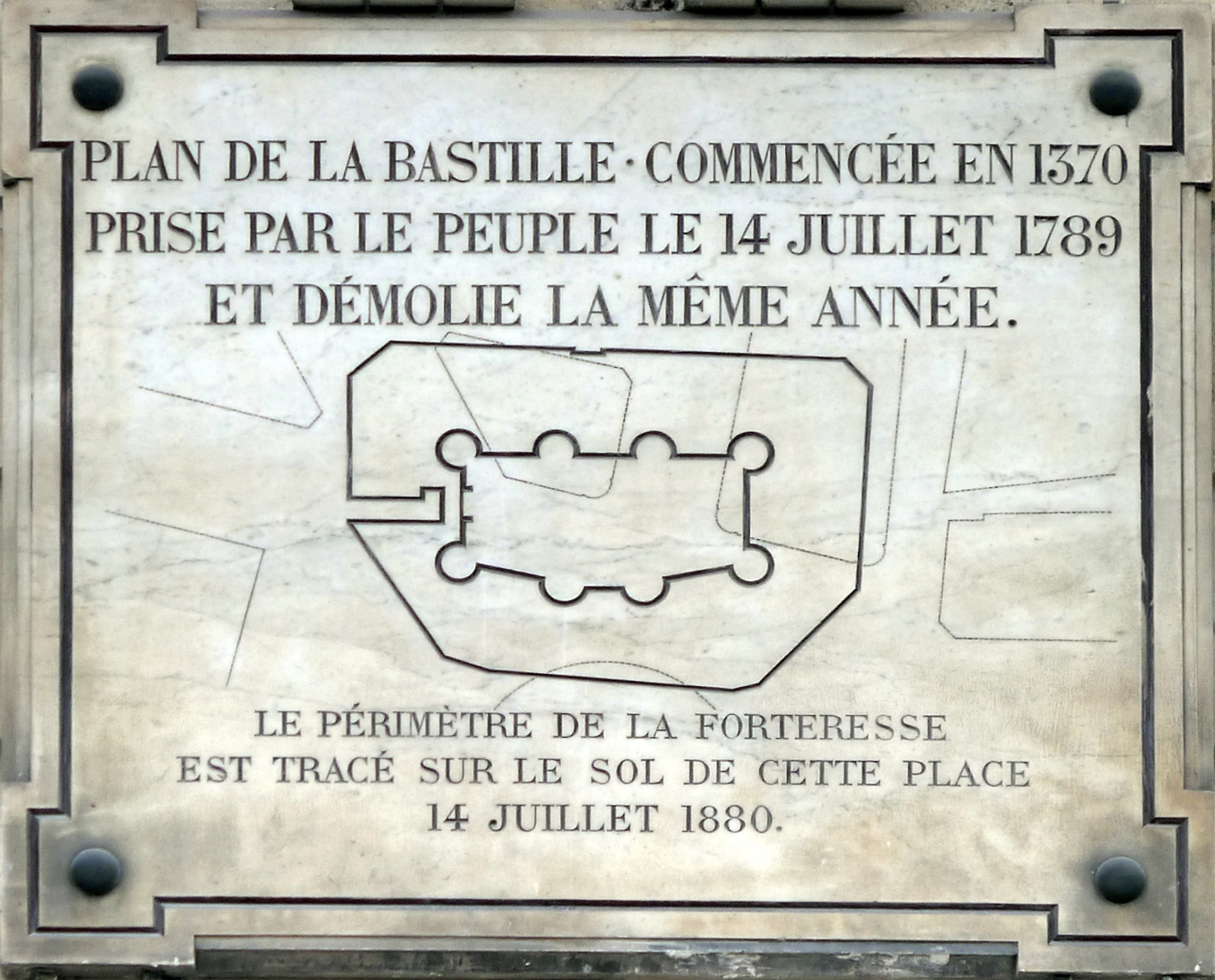
Plaque indiquant la position de l'ancienne forteresse par rapport à la place actuelle, apposée côté 4e sur l'immeuble du 3 place de la Bastille, en hauteur

Le prévôt des marchands de Paris, Étienne Marcel, fit construire une porte fortifiée qui défendait la rue Saint-Antoine et qui était flanquée d'un petit bastion, une « bastille ».
Charles V, voulant préserver son hôtel de Saint-Paul d'une attaque subite, ordonna de reconstruire ces fortifications sur un plan beaucoup plus vaste. Hugues Aubriot, prévôt des marchands de Paris, en posa la première pierre en 1370.
Cette forteresse n'avait à l'origine que deux tours ; on en ajouta rapidement deux autres puis vers 1383, Charles VI en fit bâtir quatre nouvelles, les réunit par de gros murs et les entoura d'un fossé. Sous Henri II, en 1553, on éleva de nouvelles fortifications qui furent achevées en 1559. Ces travaux consistaient en une courtine flanquée de bastions, bordée de larges fossés à fond de cuve. Les contours des murailles orientales de la forteresse sont marqués aujourd'hui par un pavage spécial visible sur la partie ouest de la place.
En mai 1418, Charles VII, alors dauphin de France, est contraint de quitter précipitamment sa résidence, l'hôtel Saint-Pol, et fuit Paris en passant par la Bastille en raison des massacres perpétrés par les Bourguignons, avec à leur tête, le bourreau Capeluche.
En août de la même année, les Bourguignons assiégèrent la Bastille Saint-Antoine pour s'emparer des Armagnacs qui s'y étaient réfugiés, les portes furent brisées. Quand on voulut transférer les prisonniers au Grand-Châtelet, l'escorte fut attaquée et le peuple massacra les Armagnacs.
Cette bastille, qui avait été construite pour mettre la capitale à l'abri des attaques des Bourguignons et des Anglais, servit de prison sous Louis XI. Louis de Luxembourg, comte de Saint-Pol, connétable de France fut mis à la Bastille le 27 novembre 1475 et fut décapité en place de Grève le 19 décembre de la même année.
Transformée en prison d'État par Richelieu, la Bastille est prise d'assaut le 14 juillet 1789 par la population du faubourg Saint-Antoine, ce qui est considéré habituellement comme le premier acte de la Révolution française.

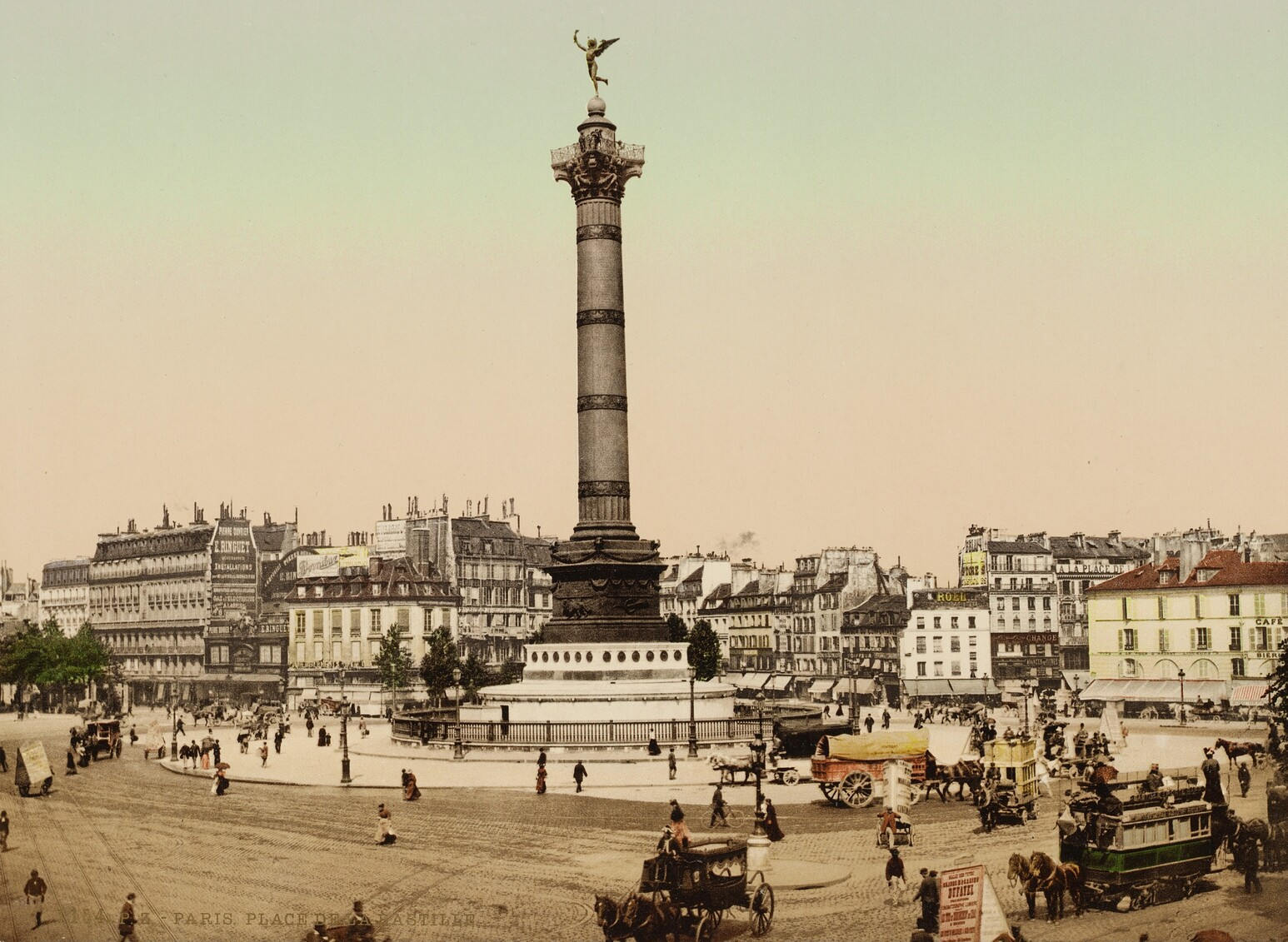
Carte postale de la Place de la Bastille. [https://arcg.is/0aS1nu Department of Image Collections, National Gallery of Art Library.

De cet épisode majeur de l'histoire de France date le caractère symbolique de cette place, lieu de nombreuses manifestations politiques.
Le 14 août suivant, alors que la démolition avait commencé, les ouvriers trouvèrent dans la tour de la Comté, cinq boulets incrustés dans la pierre. On suppose qu'ils avaient été lancés en cet endroit lors de la bataille du faubourg Saint-Antoine en 1652. Une partie des matériaux qu'on tira de la démolition servit à construire le pont Louis XVI.

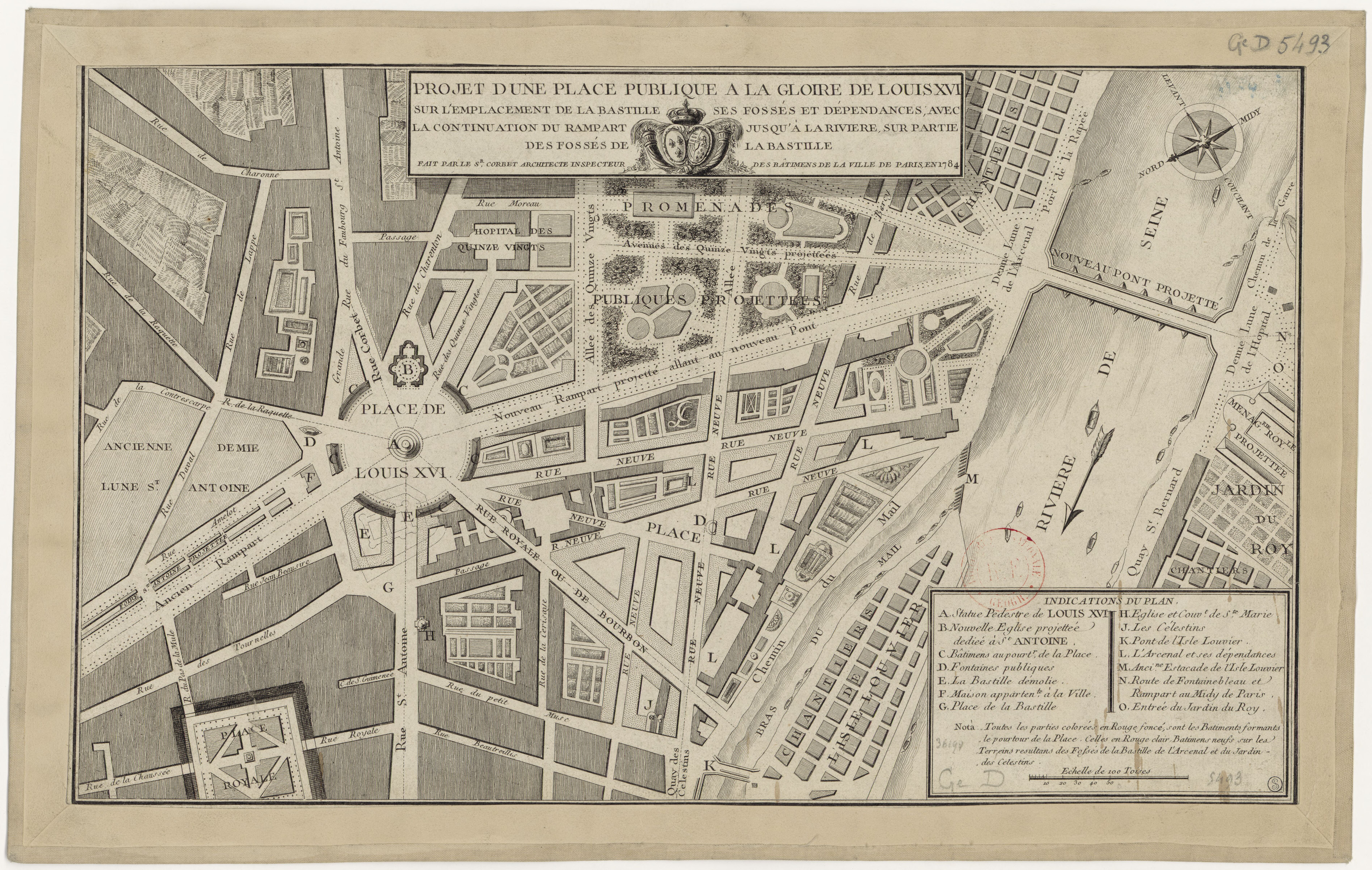
Projet d'une place publique à la gloire de Louis XVI sur l'emplacement de la Bastille.

Dès 1784, les urbanistes du roi avaient proposé la démolition de la forteresse, dont l'entretien en tant que prison était trop coûteux, et l'aménagement d'une vaste place dédiée à Louis XVI.
Après la Révolution, la loi du 27 juin 1792 prescrivit à son tour la formation d'une place sur le terrain de la Bastille. Conformément à un arrêté du gouvernement de la République du 11 frimaire an XII (3 décembre 1803), le plan adopté comprenait les dispositions suivantes :
« Art 1 - Une grande place circulaire, au milieu de laquelle sera construit un bassin de même forme, orné à son pourtour d'une double rangée d'arbres ;
Art 2 - l'entrée de la rue du Faubourg-Saint-Antoine sera reportée de l'ouest au sud-ouest de sa position actuelle, afin de rectifier le contour qu'elle forme à son ouverture, et de la faire arriver symétriquement sur la place en face de la rue Saint-Antoine, avec laquelle elle ne formera plus qu'une seule rue ;
Art 4 - Le canal destiné à la réception des eaux de l'Ourcq sera établi dans le fossé de l'Arsenal, de manière à communiquer du côté du sud avec la Seine, et du côté du nord avec le bassin circulaire ; deux rangées d'arbres orneront chacune des deux rives de ce canal. Par ces dispositions, la grande place circulaire deviendra le point de réunion des boulevards intérieurs de Paris, celui du canal et des deux allées qui en borderont les rives, ainsi que de plusieurs rues combinées, de manière à former sur cette place des façades circulaires et symétriques de même grandeur, etc. »
Ce projet n'a pas été exécuté.

### Lieu de danse
Le 14 juillet 1790, l'entrepreneur privé Palloy organise une fête parallèle à la Fête de la Fédération : une tente est plantée au milieu des ruines avec un écriteau « Ici on danse », il s'agit du premier bal du 14 juillet qui demeurera une tradition jusqu'à nos jours. Cette tente est représentée sur une peinture à la gouache sur carton, pièce du musée Carnavalet, de Henri-Joseph Van Blarenberghe, ancien peintre militaire, qui a également peint des images de la prise de la Bastille.
Dès le 16 juin 1792, il est décidé que l’emplacement de la Bastille formerait une place dite « de la Liberté » et qu’une colonne y serait élevée. Palloy, l'entrepreneur de travaux qui avait démoli la forteresse, fournit la première pierre, mais la construction en reste là. Une fontaine est néanmoins installée l'année suivante, en 1793.

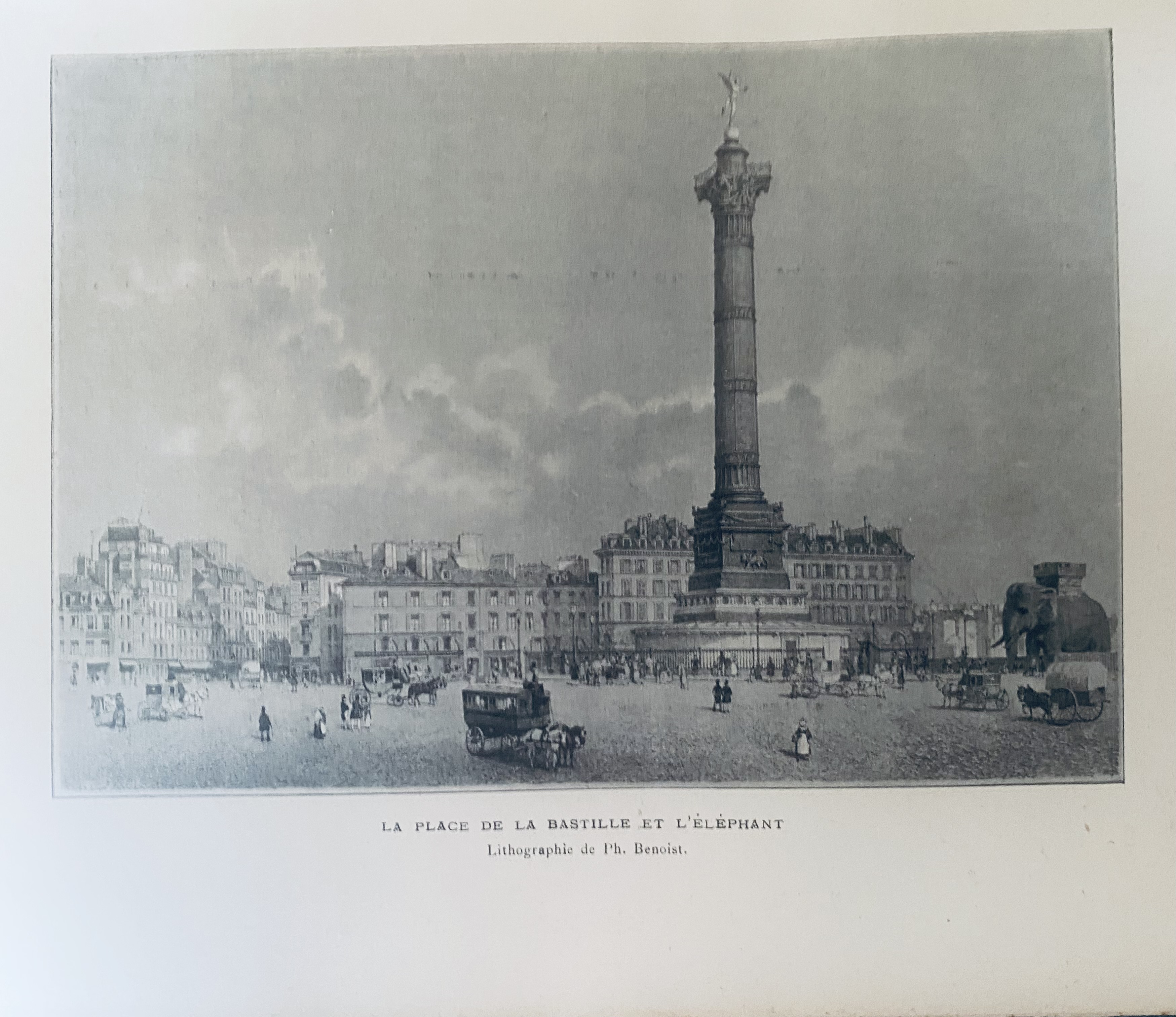
Lithographie de Ph Benoist.

### Installation de la guillotine sur la place de la Bastille
Du 9 au 14 juin 1794, la guillotine fut installée sur la place, dégagée des restes de la forteresse de la Bastille, appelée désormais « place Antoine ». Les citoyens réclamèrent son déplacement à la place du Trône-Renversé.
Soixante-quinze personnes furent guillotinées sur la place de la Bastille.

### L'éléphant de la Bastille

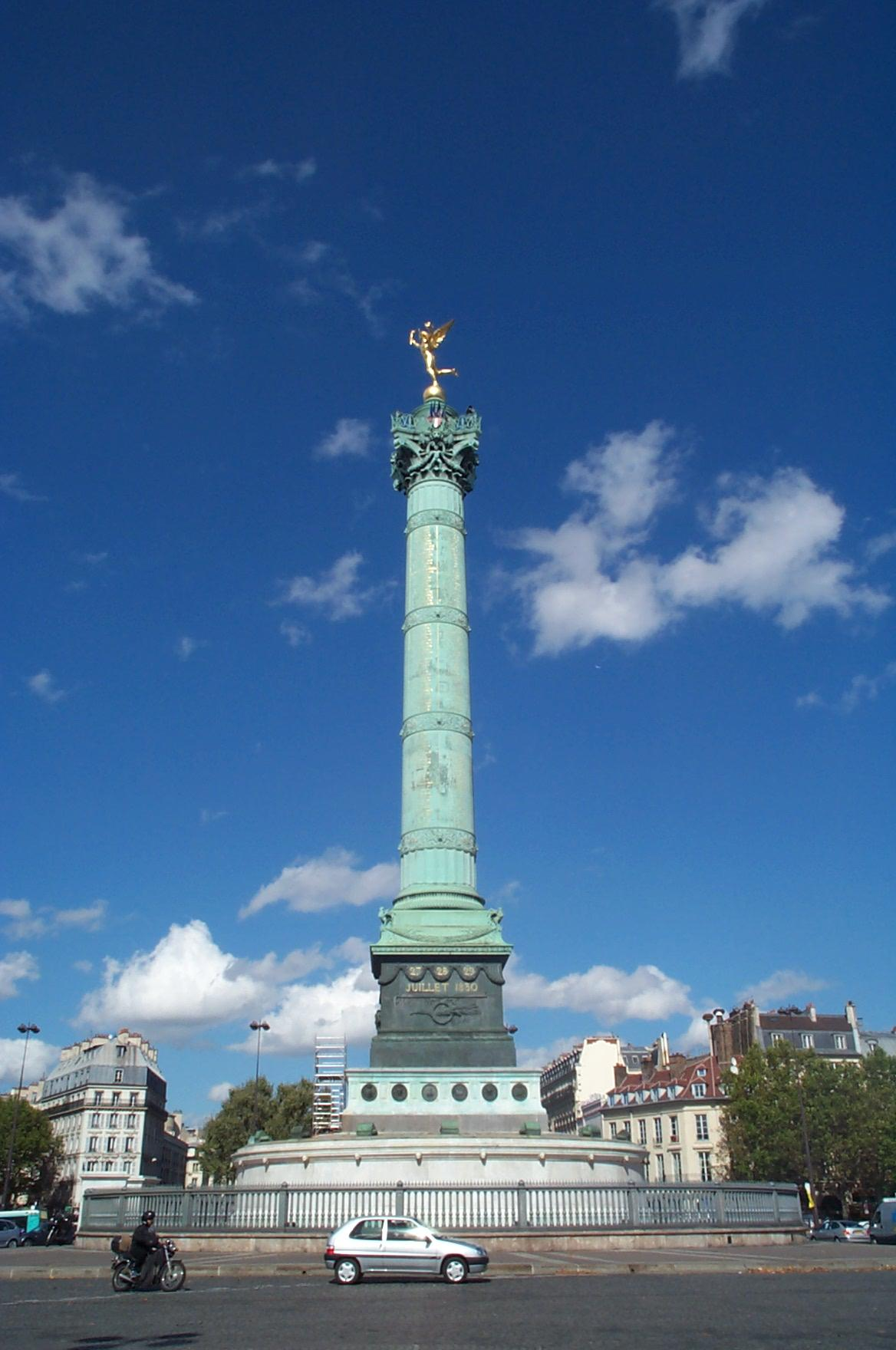
La colonne de Juillet.

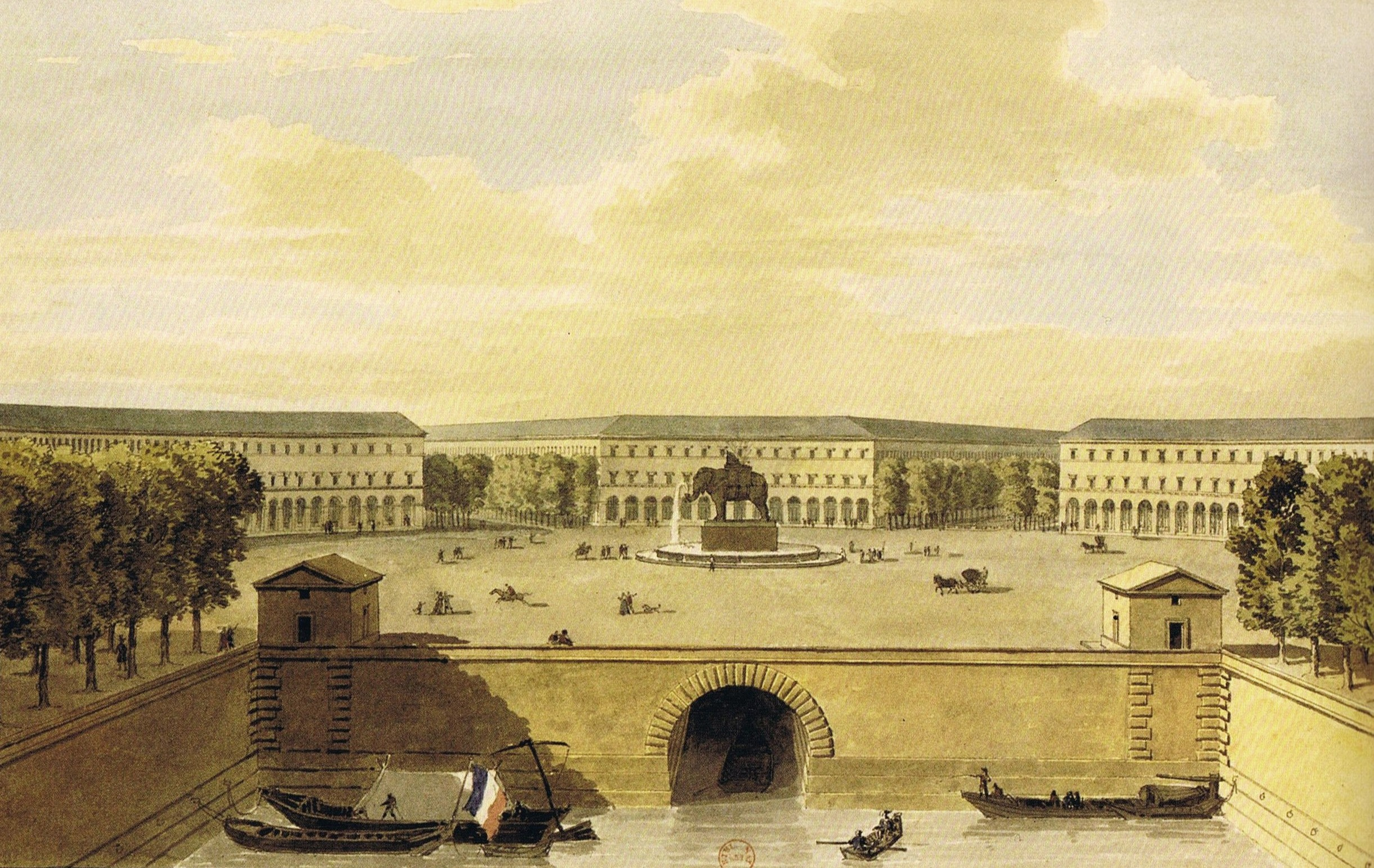
Projet initial de réaménagement de la place de la Bastille avec en son centre un éléphant.

Napoléon, dans ses projets de réaménagement de Paris, projeta en 1808 d’y construire un monument en forme d’éléphant portant un howdah (sorte de palanquin en forme de tour), pour en faire le pendant, à l'est de Paris, de l'Arc de Triomphe construit à l'ouest. Il devait mesurer 24 mètres de haut et être fondu avec le bronze des canons pris aux Russes. On devait accéder au sommet par un escalier logé dans une patte.
Voici le décret impérial, rendu au palais des Tuileries le 24 février 1811 :
« L'éléphant destiné à orner la fontaine de la Bastille sera coulé en bronze. La matière de ce monument ne sera pas comprise dans la dépense ; elle sera fournie par nos arsenaux, et notre ministre de la Guerre affectera à cette destination les pièces de bronze qui ont été prises dans la campagne de Friedland. »
L'architecte Jean-Antoine Alavoine commença les travaux en 1833, mais seule une maquette en plâtre grandeur nature due au sculpteur Pierre-Charles Bridan fut élevée. Le roman de Victor Hugo, Les Misérables, nous en conserve le souvenir, par l’abri qu’il fournit à Gavroche. Ce monument fut abattu en 1846, il n'en reste que la base circulaire de la fontaine.

### La colonne de Juillet
Louis-Philippe décida en 1830 de construire la colonne de Juillet, déjà prévue en 1792, mais pour, cette fois, commémorer la révolution des Trois Glorieuses.
Une ordonnance royale du 6 juillet 1831 a prescrit l'érection d'un monument funéraire en l'honneur des victimes des trois journées. La première pierre a été posée par le roi Louis-Philippe Ier le 27 du même mois. La colonne de Juillet est d'ordre corinthien ; des inscriptions, des palmes, des couronnes d'immortelles, des rameaux de chêne, les armes de la Ville, le coq gaulois et le lion, symbole astronomique du mois de juillet, ornent le piédestal.
Elle fut inaugurée en 1840.

### Les Arènes nationales

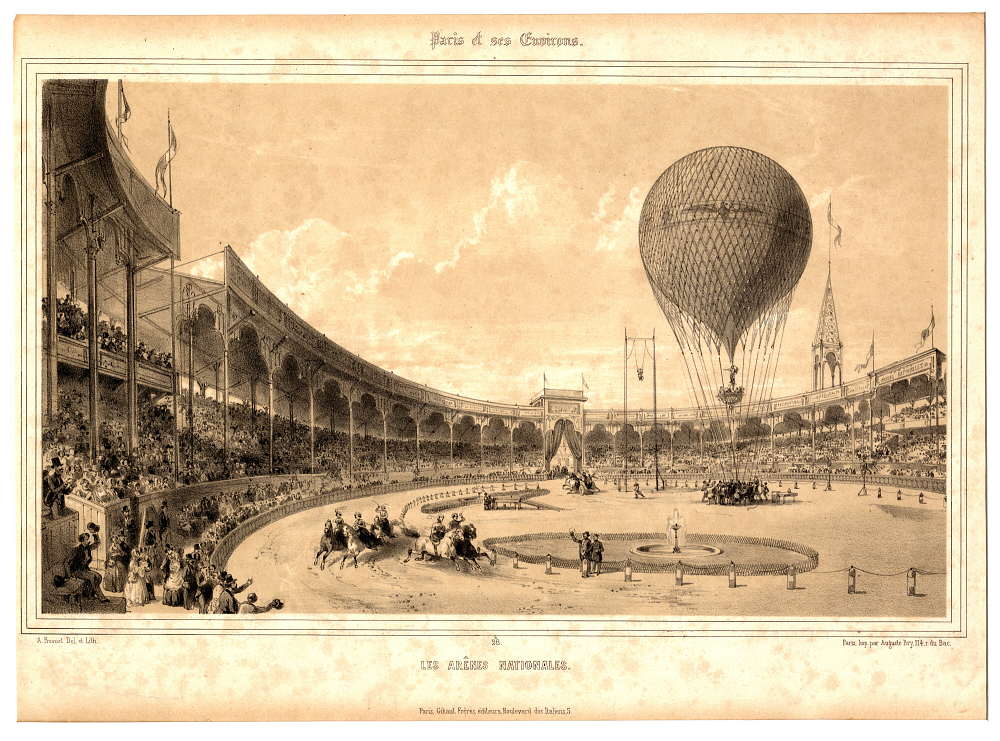
Les Arènes nationales.

Place de la Bastille se trouvait l'entrée des Arènes nationales, vaste lieu de spectacles en plein air inauguré le 1er juillet 1851. Le cortège carnavalesque du Bœuf Gras y fit son entrée le Lundi gras, le 23 février 1852. L'activité des Arènes nationales fut brève. Dès 1854, le terrain où elles se trouvaient fut vendu pour la construction de nouveaux immeubles.

### Gare de la Bastille

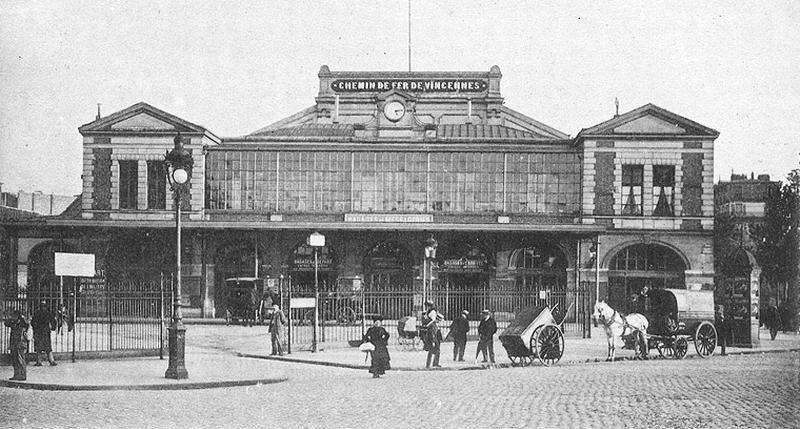
La gare de la Bastille vers 1900.

La gare de la Bastille ou gare de Paris-Bastille était une ancienne gare parisienne, ouverte de 1859 à 1969. Elle était la tête de la ligne reliant Paris à Verneuil-l'Étang, appelée « ligne de Vincennes » pour indiquer que sa construction avait été contemporaine de celle du fort de Vincennes. Après l'arrêt de l'activité ferroviaire, le bâtiment voyageurs de la gare de la Bastille servit de lieu d'expositions artistiques jusqu'à sa destruction, en 1984, lorsque l'opéra Bastille fut construit à son emplacement.

### Les combats lors de la Commune en 1871

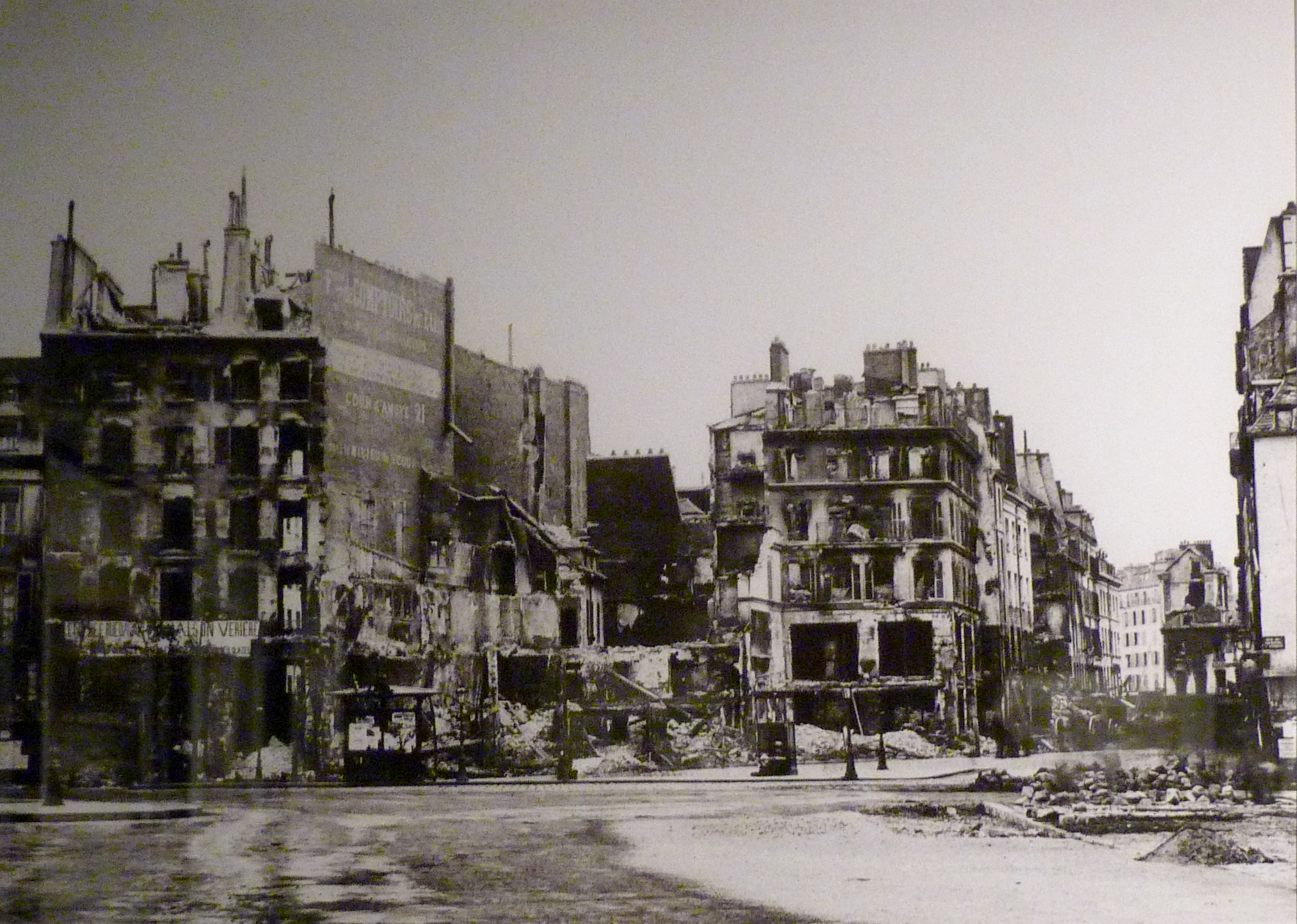
La place de la Bastille en 1871, montrant à droite la rue de la roquette.

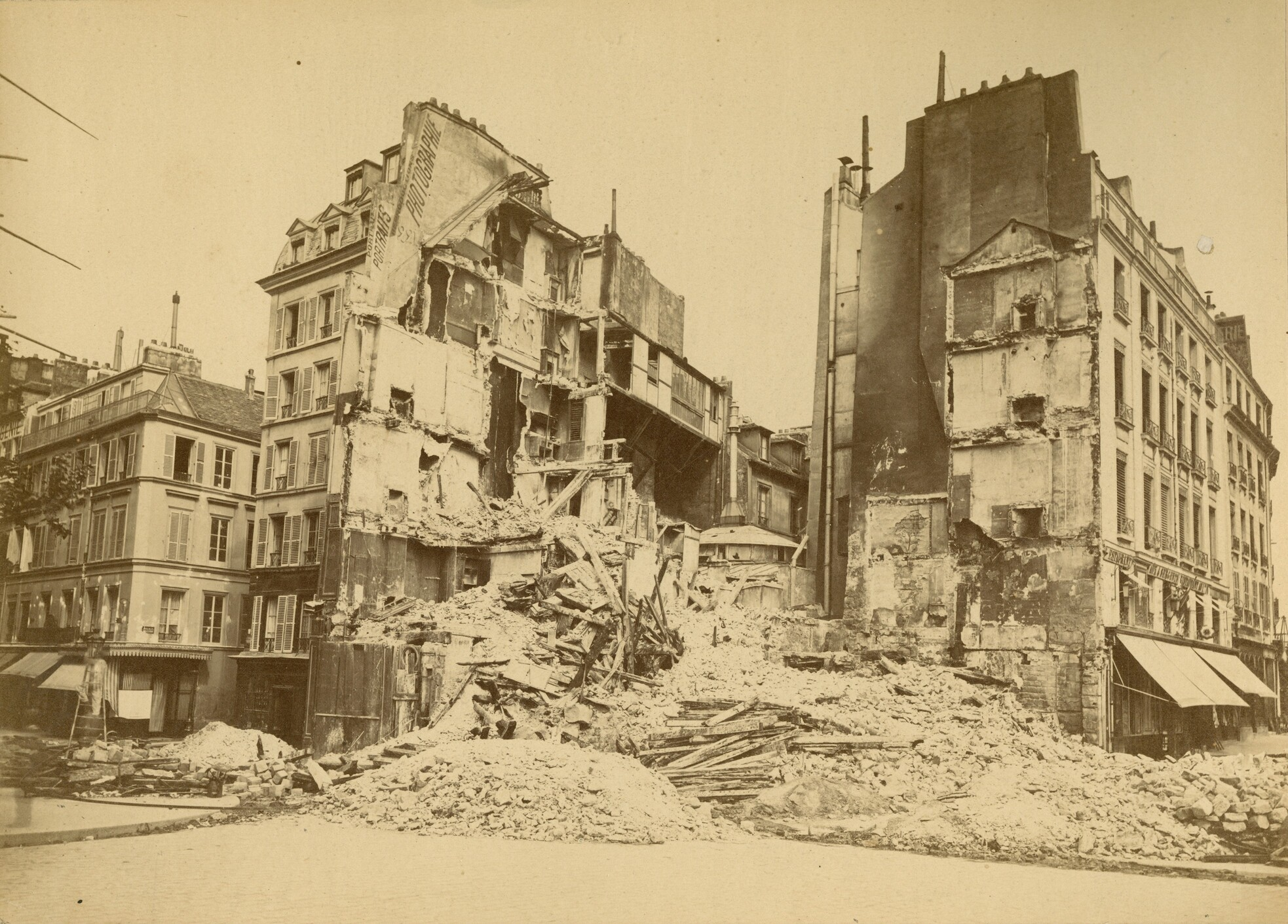
Destruction de la Commune, Place de la Bastille par Alphonse Liebert, 1871. [https://arcg.is/0aS1nu Department of Image Collections, National Gallery of Art Library.

Le 24 mai 1871, les communards tentèrent de détruire la colonne de Juillet, comme ils avaient réussi à mettre à bas la colonne Vendôme. À partir du canal Saint-Martin, ils engagèrent sous la voûte sur laquelle repose la colonne une péniche remplie de pétrole. Des flammes de près de 50 mètres de long sortirent par les extrémités des tunnels, et d'autres grimpèrent en haut de la colonne. Finalement, on tira sur la colonne près d'une trentaine d'obus depuis le pont d'Austerlitz et des Buttes-Chaumont, mais en vain, la colonne restait intacte,.

### Réaménagement avec piétonnisation partielle

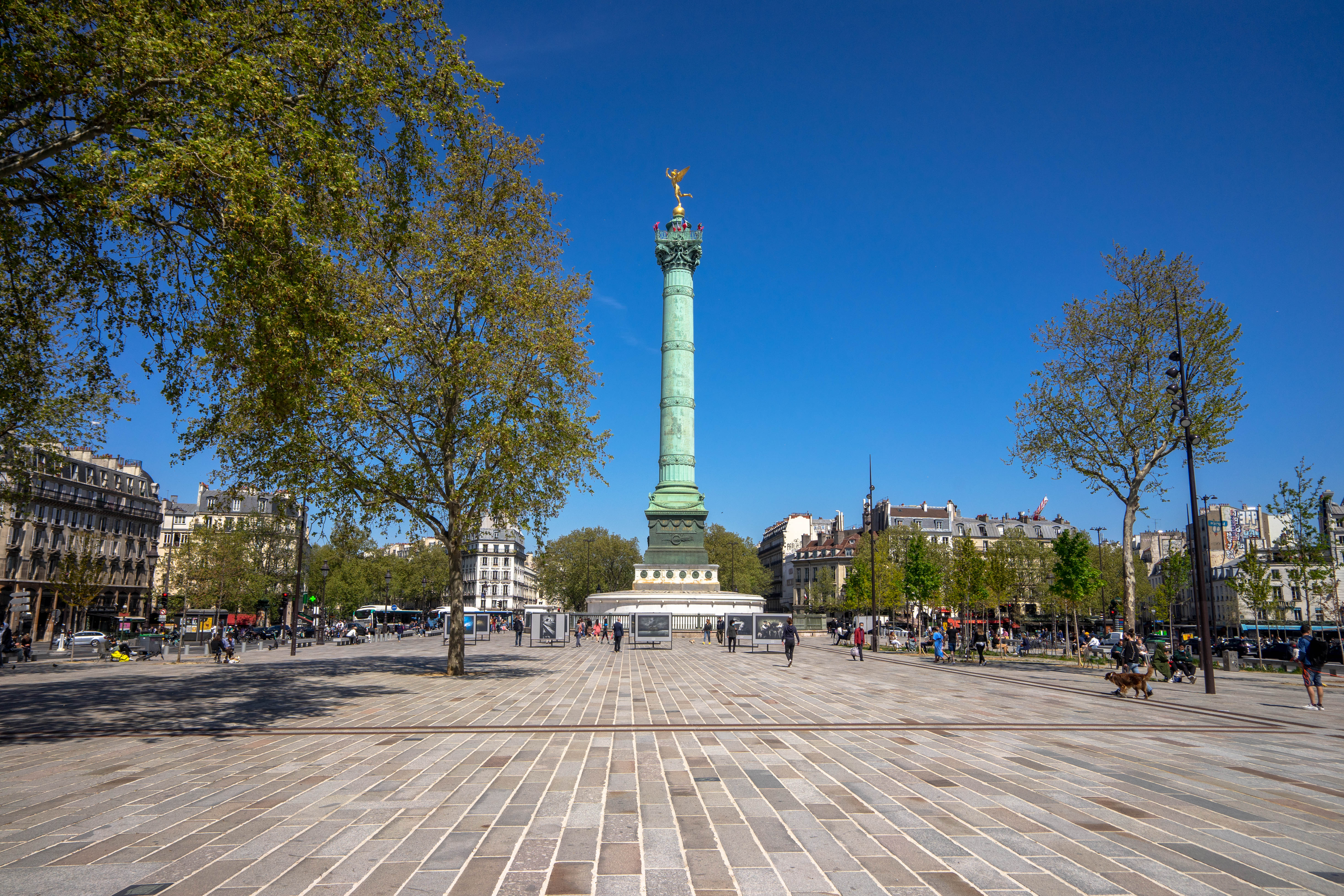
Place de la Bastille réaménagée, avril 2021

Dans le cadre du réaménagement de sept places parisiennes, la place la Bastille fait l'objet d'une réorganisation urbaine en concertation avec les habitants visant à faciliter les traversées piétonnes, vélo, l'accès à la colonne de Juillet et au bassin de l'Arsenal, et renforcer la présence végétale. Les travaux d'aménagement furent réalisés à partir de 2019,. Après deux ans de travaux, la place réaménagée a été inaugurée en janvier 2021, et présente 6 620 m2 d’espace piétons supplémentaires, un nouvel escalier d'accès au bassin de l'Arsenal et 350 mètres de pistes cyclables bidirectionnelles. Le réaménagement de la place et le nouveau plan de circulation ont fait l'objet de virulentes contestations,.

## Bâtiments remarquables et lieux de mémoire

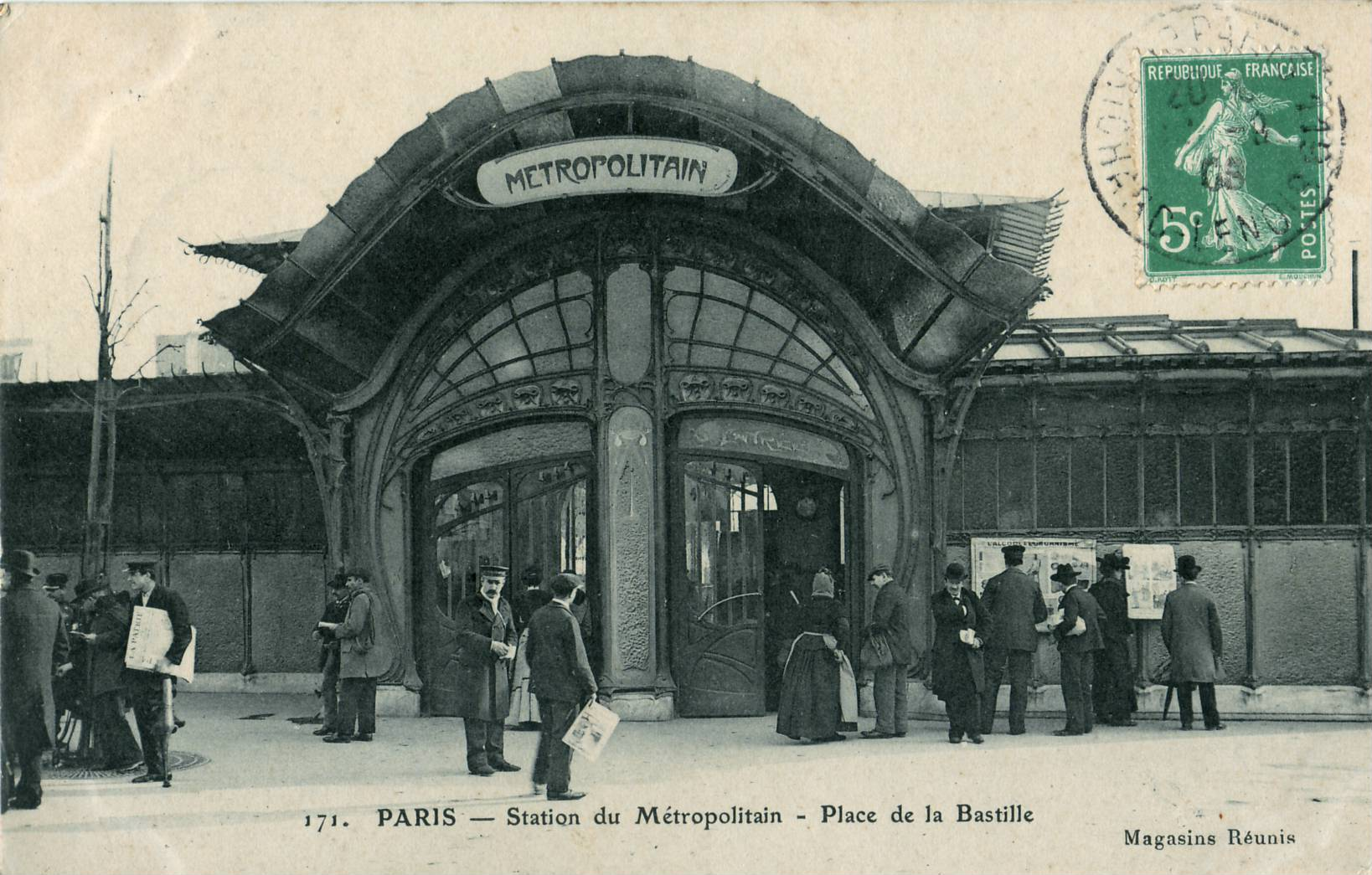
Le célèbre édicule Guimard qui donnait accès à la station Bastille du métro de Paris a été détruit en 1962.

- La colonne de Juillet, construite entre 1833 et 1840, pour commémorer le renversement de la monarchie de Charles X les 27, 28 et 29 juillet 1830. Elle est classée aux Monuments historiques en 1995.
- Le périmètre de la forteresse de la Bastille est matérialisé sur le sol de la place par une rangée de clous en bronze , située à l'embranchement de la rue Saint-Antoine avec la place de la Bastille : une partie sur le trottoir situé devant le café restaurant Café français, une autre à travers la rue Saint-Antoine, une autre devant la succursale de la Banque de France, et le reste sur la chaussée de la place.
- Une plaque commémorative rappelant la présence de la forteresse de la Bastille, son tracé général et la prise de la forteresse est située sur la façade de l'immeuble du 5 place de la Bastille, au-dessus du café-restaurant « Café français ».
- Deux vestiges des fondations de la forteresse de la Bastille, visibles dans la station de métro Bastille (lignes 5, 1, 8), sur le quai de la ligne 5 (direction Bobigny) ainsi que dans le couloir donnant sur l'entrée Bd Henri IV.
- L'opéra Bastille, derrière lequel se situe l'hôpital des Quinze-Vingts.
- Le port de l'Arsenal, où se jette le canal Saint-Martin.
- No 6 : emplacement d’une taverne, À la Tour d’Argent, dans la première moitié du Xve siècle. Elle doit son nom à sa proximité avec la tour du Trésor de la Bastille. Au XVIIIe siècle, elle est transformée en auberge, puis en commerce de vin dont l’enseigne est conservée au musée Carnavalet[14]. Depuis le début du XXe siècle, différents restaurants s’y succèdent[15].

## Activités et manifestations

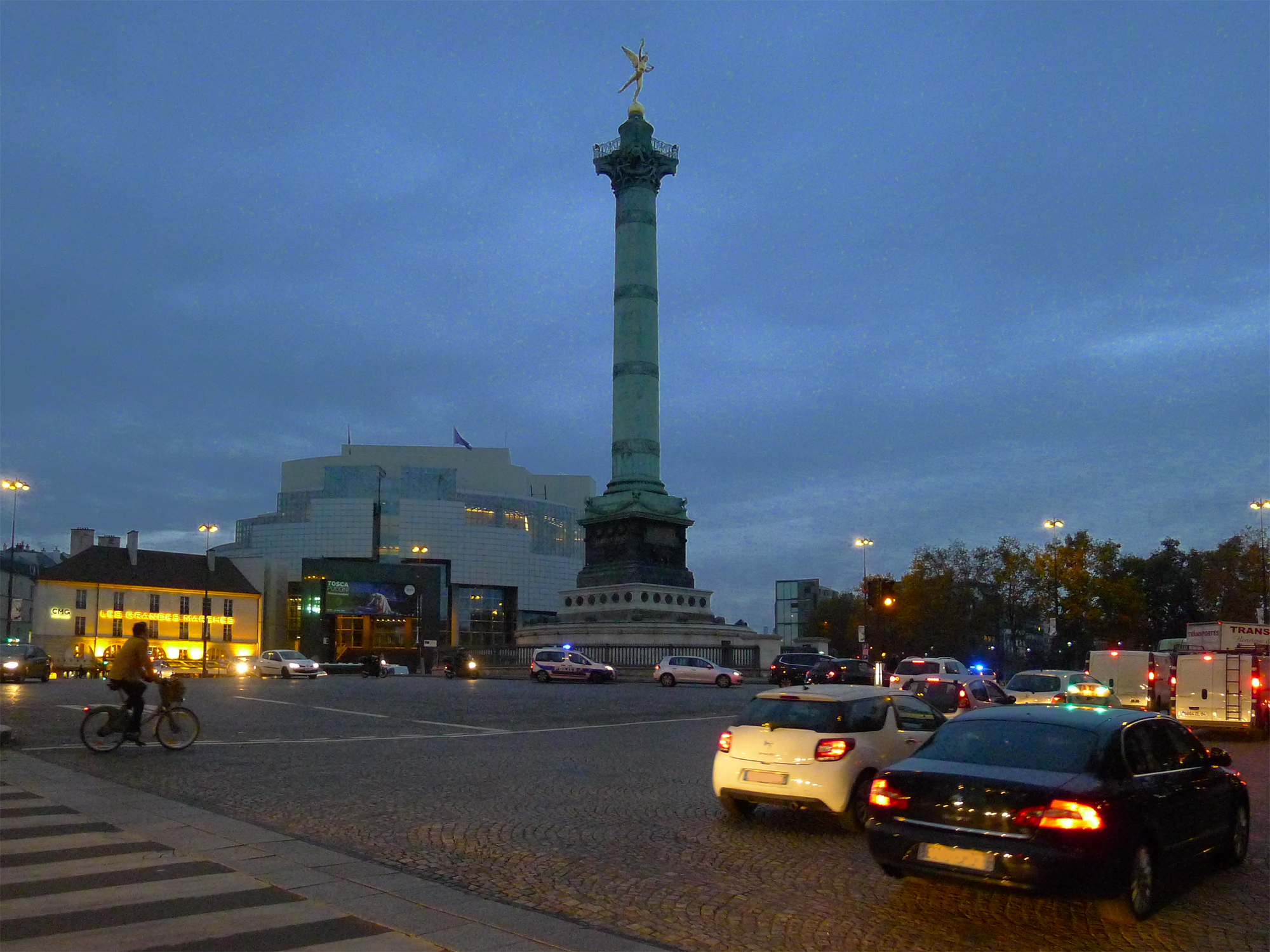
La place en 2014.

La place de la Bastille est le lieu régulier de différentes foires, concerts et marchés. La Troisième République, en officialisant la fête nationale française en 1880, en fait un lieu de manifestation républicaine.
Elle est très appréciée les vendredis et samedis soir par des jeunes de la banlieue parisienne pour ses nombreux cafés, restaurants, cinémas et boîtes de nuit.
La place de la Bastille est le point de départ, de passage ou d'arrivée de nombreuses manifestations sociales, politiques ou syndicales. Ce fut le cas le 24 mars 1984 lors des grandes manifestations de soutien à l'École libre. Le 18 mars 2012, date symboliquement choisie du début de la Commune de Paris, un rassemblement est organisé par le candidat du Front de gauche, Jean-Luc Mélenchon, dans le cadre de la campagne présidentielle de 2012.
La symbolique est également reprise sur ce même lieu lors de la célébration des victoires socialistes aux principales élections. Ce fut par exemple le cas le 10 mai 1981, à la suite de l'élection de François Mitterrand à la présidence de la République et le 6 mai 2012 à la suite de l'élection de François Hollande.

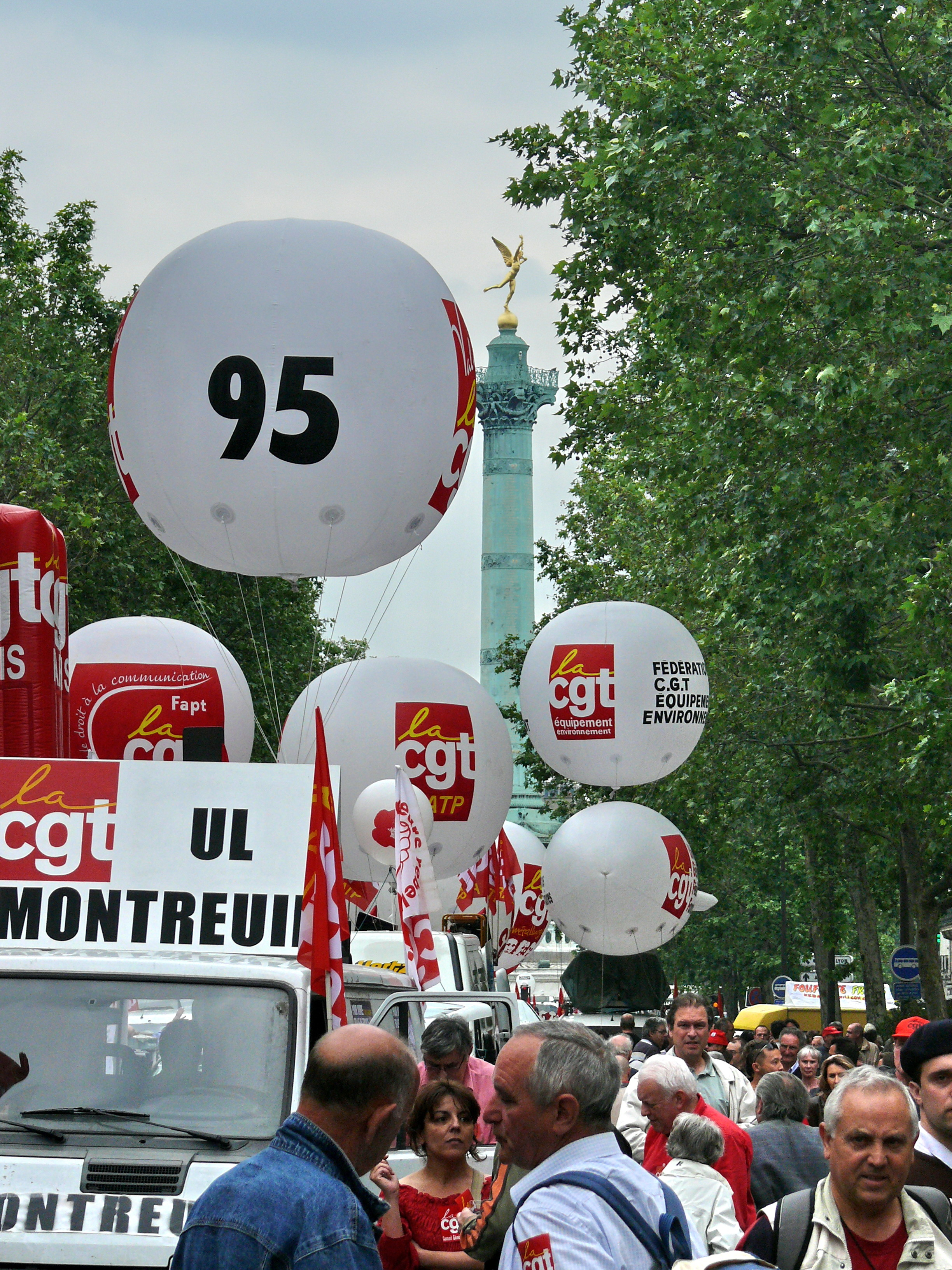
Manifestation initersyndicale, 22 mai 2008.
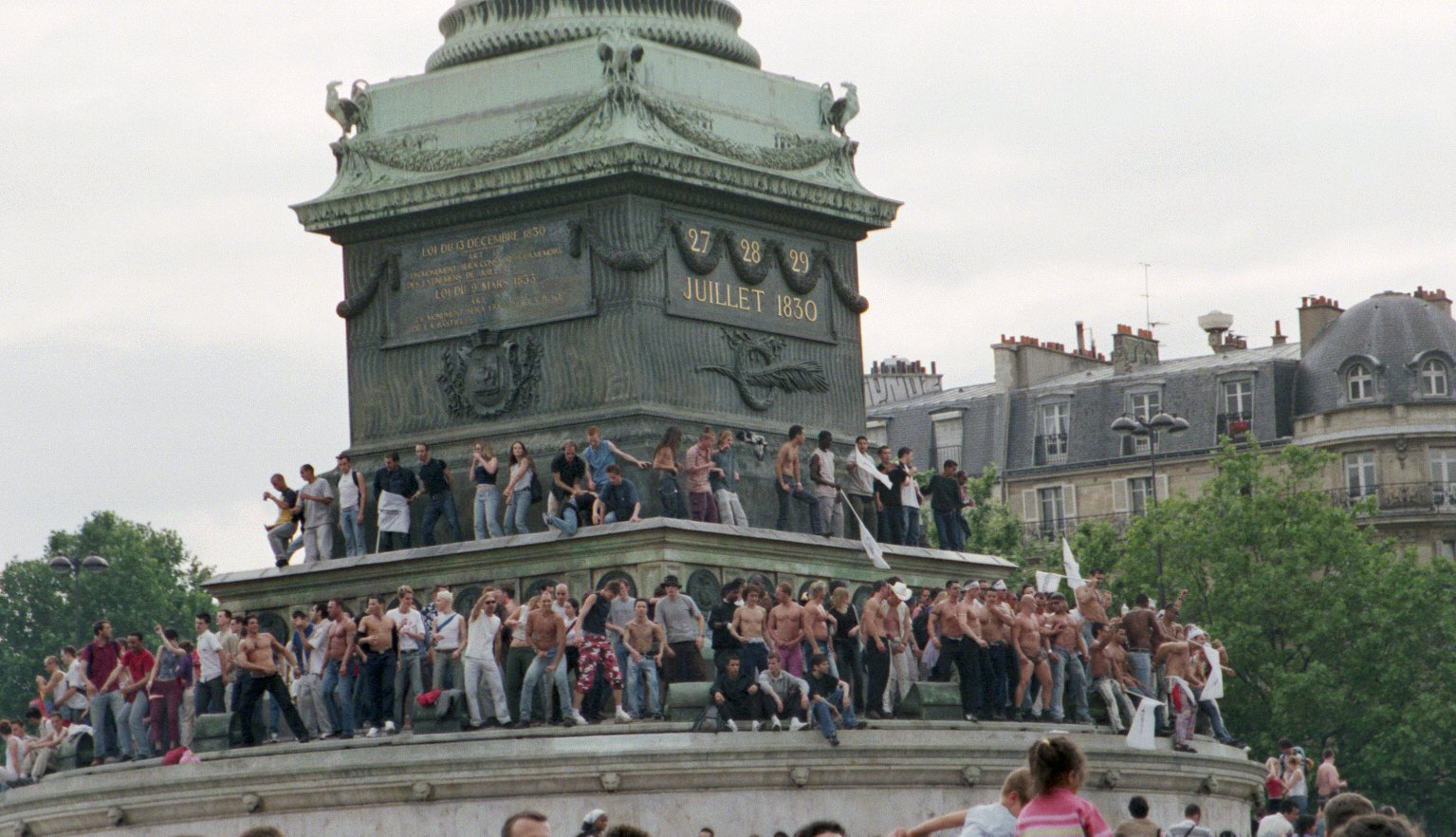
Colonne de Juillet pendant la marche des fiertés.
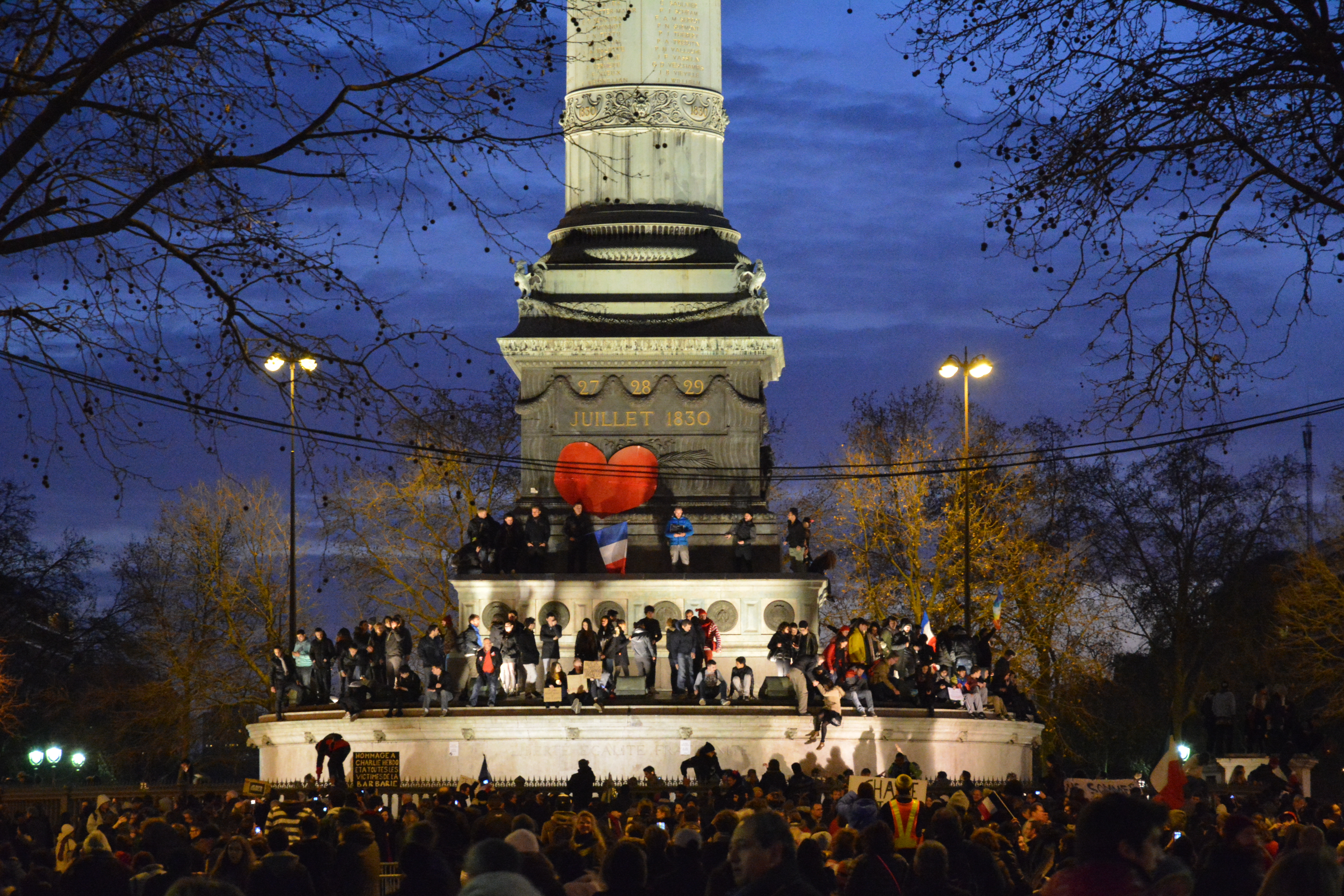
La place de la Bastille au soir de la marche républicaine du 11 janvier 2015.

La place de la Bastille est aussi traditionnellement le point de rassemblement du défilé annuel de la Gay Pride depuis les années 1980, et particulièrement depuis le milieu des années 1990, avec des records d'affluence entre 200 000 et 700 000, selon les sources.

### Randonnées
Chaque dimanche après-midi depuis 1998, si la météo le permet, une grande randonnée à roller, organisée par l'association Rollers et Coquillages, démarre à 14 h 30 des abords immédiats de la place, pour un trajet sécurisé d'une vingtaine de kilomètres dans les rues de Paris. Cette randonnée est devenue un rendez-vous incontournable des adeptes du roller venant du monde entier[réf. nécessaire].